# Seminarium Duchowne w Kownie
Seminarium Duchowne w Kownie (lit. Kauno kunigų seminarija, Žemaičių kunigų seminarija) – seminarium duchowne w Kownie przy ul. A. Jakšto 1. W okresie komunizmu jedno z dwóch, obok ryskiego, katolickie seminarium duchowne funkcjonujące na terenie ZSRR. Jest jednym z trzech seminariów duchownych na Litwie, oprócz Seminarium Duchownego w Wilnie oraz Seminarium Duchownego im. Biskupa Vincentasa Borisevičiusa w Telszach. 

## Historia
Po stłumieniu powstania styczniowego władze carskie 3 grudnia 1864 r. przeniosły z Worni do Kowna stolicę diecezji żmudzkiej oraz żmudzkie seminarium duchowne. Dawny klasztor bernardynów i kościół św. Jerzego przekazano seminarium duchownemu. Liczba kleryków do 1870 r. była ograniczona: od 1863 do 1870 władze rosyjskie nie zezwalały na przyjmowanie nowych kandydatów, a absolwenci nie mogli uzyskać święceń.
Od 1867 r. profesorem uczelni był litewski poeta i językoznawca ks. Antoni Baranowski. Wielu jego uczniów brało czynny udział w nielegalnym kolportażu litewskich książek. Od 1871 r. niektóre przedmioty były nauczane w języku litewskim. Po śmierci biskupa Macieja Wołonczewskiego w seminarium nasiliły się tendencje propolskie.
Wraz z początkiem odrodzenia narodowego na Litwie, Seminarium Duchowne w Kownie stało się jednym z jego ośrodków. W 1884 r. ukazało się tu kilka numerów rękopiśmiennej gazety "Lietuva", w latach 1888–1890 działało tajne Towarzystwo Miłośników Litwy, którego inicjatorem był kleryk Juozas Tumas-Vaižgantas, a także towarzystwo św. Tomasza, koło kleryków. W latach 1892–1894 i 1909-1932 w seminarium wykładał poeta i dramaturg ks. Jan Maculewicz, co przyczyniło się do umocnienia pozycji języka litewskiego w procesie edukacyjnym. W 1909 roku został mianowany rektorem. Od tego momentu nauczanie w seminarium odbywało się wyłącznie w języku litewskim. W 1911 r. studiowało 139 uczniów.
W czasie I wojny światowej budynek seminaryjny został zajęty przez wojska niemieckie i zamieniony na szpital wojskowy. 30 października 1914 r. seminarium zostało przeniesione do dworu w Woszokianach niedaleko Traszkun (jego właściciele zostali później pochowani w pobliżu, w kaplicy Umėnai). Po odzyskaniu przez Litwę niepodległości, w 1918 r. seminarium powróciło do Kowna. W 1922 r. odbyło się 6 kursów: I, II – filozoficzny i III–VI – teologiczny. Od 1922 r., po utworzeniu Wydziału Teologii i Filozofii Uniwersytetu Litewskiego, Seminarium Duchowne zostało połączone z tym wydziałem.
Po utworzeniu Litewskiej Prowincji Kościelnej w 1926 r. w seminarium studiowali duchowni diecezji kowieńskiej, poniewieskiej i koszedarskiej. W 1934 r. wybudowano nowy budynek. W latach 1935–1944 istniało Muzeum Sztuki Sakralnej, biblioteka licząca 90 000 woluminów. 2 lipca 1938 r. papież Pius XI nadał seminarium status międzydiecezjalnego. W latach 1926–1940 do seminarium duchownego uczęszczało 3078 kleryków.
Po zajęciu Litwy przez Związek Radziecki w 1940 r., 12 stycznia 1941 r. budynki seminarium zostały znacjonalizowane. Nauka odbywała się wówczas w kościołach, klasztorach i domach prywatnych. Wraz z zajęciem Litwy przez Niemców, seminarium duchowne funkcjonowało przez cały okres okupacji bez większych zakłóceń, a skonfiskowany majątek został mu zwrócony.
W latach powojennych zamknięto seminaria duchowne w Telszach i Wyłkowyszkach, a seminarium w Kownie pozostało jedynym na Litwie. Władze sowieckie ingerowały w wewnętrzny porządek seminarium, kandydatom na studia stawiano przeszkody, represjonowano część nauczycieli i duchownych. Liczbę kleryków ograniczono do 150, a następnie stale zmniejszano, aż do 25. Bogata biblioteka seminarium została skonfiskowana i zniszczona. Kościoły Trójcy Świętej i św. Jerzego zamieniono na magazyny, zniszczono ich wnętrza. Według raportu przewodniczącego Rady ds. Kultów Religijnych I.W. Poliańskiego 1 czerwca 1947 r. w seminarium było 150 kleryków i 16 wykładowców. W latach 1945–1981 seminarium przygotowało do kapłaństwa 369 księży, rozprawy obroniło 4 doktorów teologii i 21 licencjatów teologii.
W 1988 r. seminarium odzyskało budynek rektoratu i kościół Trójcy Świętej. W 1990 r. Wydział Teologiczny Seminarium Duchownego został połączony z Wydziałem Teologii i Filozofii Uniwersytetu Witolda Wielkiego i nazwany Wydziałem Teologii Katolickiej. Mieszczą się w nim katedry Teologii, Religioznawstwa i Prawa Kościelnego, w których prowadzone są studia magisterskie i doktoranckie.
Budynki seminarium zostały odrestaurowane przed podróżą apostolską papieża Jana Pawła II na Litwę w 1993 r. 
W czerwcu 2018 r. wieloletniego rektora ks. Aurelijusa Žukauskasa zastąpił ks. dr Ramūnas Norkus, który wcześniej pełnił funkcję rektora Seminarium Duchownego w Telszach.

## Wykładowcy
Wśród wykładowców uczelni są Jan Maculewicz, Kazimieras Steponas Šaulys, Antanas Baranauskas

## Absolwenci
Wśród absolwentów uczelni są Juozapas Skvireckas, Kazimieras Steponas Šaulys, Liudas Noreika, Juozas Purickis, Jan Maculewicz, Liudas Adomauskas, Tadeusz Kondrusiewicz, Aleksander Kaszkiewicz. 